# Обикновен смърч
Обикновеният смърч (Picea abies) е иглолистно дърво, високо дo 50 m. Игличките са четириръбести, дълги 15 – 25 mm, разположени нагъсто по цялата обиколка на клонките. Генеративните органи са еднополови, еднодомни. Шишарките са цилиндрични, достигащи на дължина до 15 cm, а на ширина до 4 cm, семенните люспи са обратнояйцевидни, клиновидно стеснени в основата. Широко разпространен е в България в горния планинско пояс 1400 – 2000 m надморска височина и често образува чисти насаждения. Разпространен е също в цяла средна и Северна Европа.
- Млада клонка.
- Шишарка.
- Дървесина